# Miloš Fassati
Miloš Fassati (13. ledna 1921, Praha – 30. května 1997) byl český biochemik, mikrobiolog, entomolog a botanik. V mládí se aktivně věnoval lehké atletice a později působil ve sportu organizačně, mj. jako předseda České antidopingové komise.

## Životopis
Miloš Fassati se narodil 13. ledna v Praze. Jeho otec Miloslav Fassati byl legionář, nositel francouzského Řádu čestné legie, člověk široce kulturně založený, který se později stal generálem Československé armády. Matka Augusta byla profesorkou operního zpěvu na Pražské konzervatoři. Jeho děd Ludvík byl posledním aktivním příslušníkem italské komunity v Praze. Rod Fassati pochází z okolí italské Florencie a přišel do Čech v 17. století.
Otcova důstojnická profese způsobovala z počátku časté stěhování rodiny. Miloš začal navštěvovat obecnou školu v Litoměřicích. Již v první třídě začal sbírat brouky, jeho zájem o přírodovědu podpořili během pobytu v Brně (1932–33) entomolog Dr. Antonín Fleischer a botanici prof. Vladimír Úlehla a doc. Jan Šmarda.
Roku 1940 maturoval na klasickém gymnáziu v Mladé Boleslavi. Vzhledem k uzavření českých vysokých škol během okupace za druhé světové války absolvoval dvouletý abiturientský kurz na Vyšší chemické škole průmyslové v Praze. Po ukončení války byl zapsán na 1. lékařskou fakultu Univerzity Karlovy (UK), ale již v roce 1947 se stal posluchačem a současně pomocným asistentem na pražské Vysoké škole chemicko-technologické (VŠCHT). Současně studoval na Přírodovědecké fakultě UK, kterou ukončil v roce 1952, rok po absolutoriu VŠCHT.

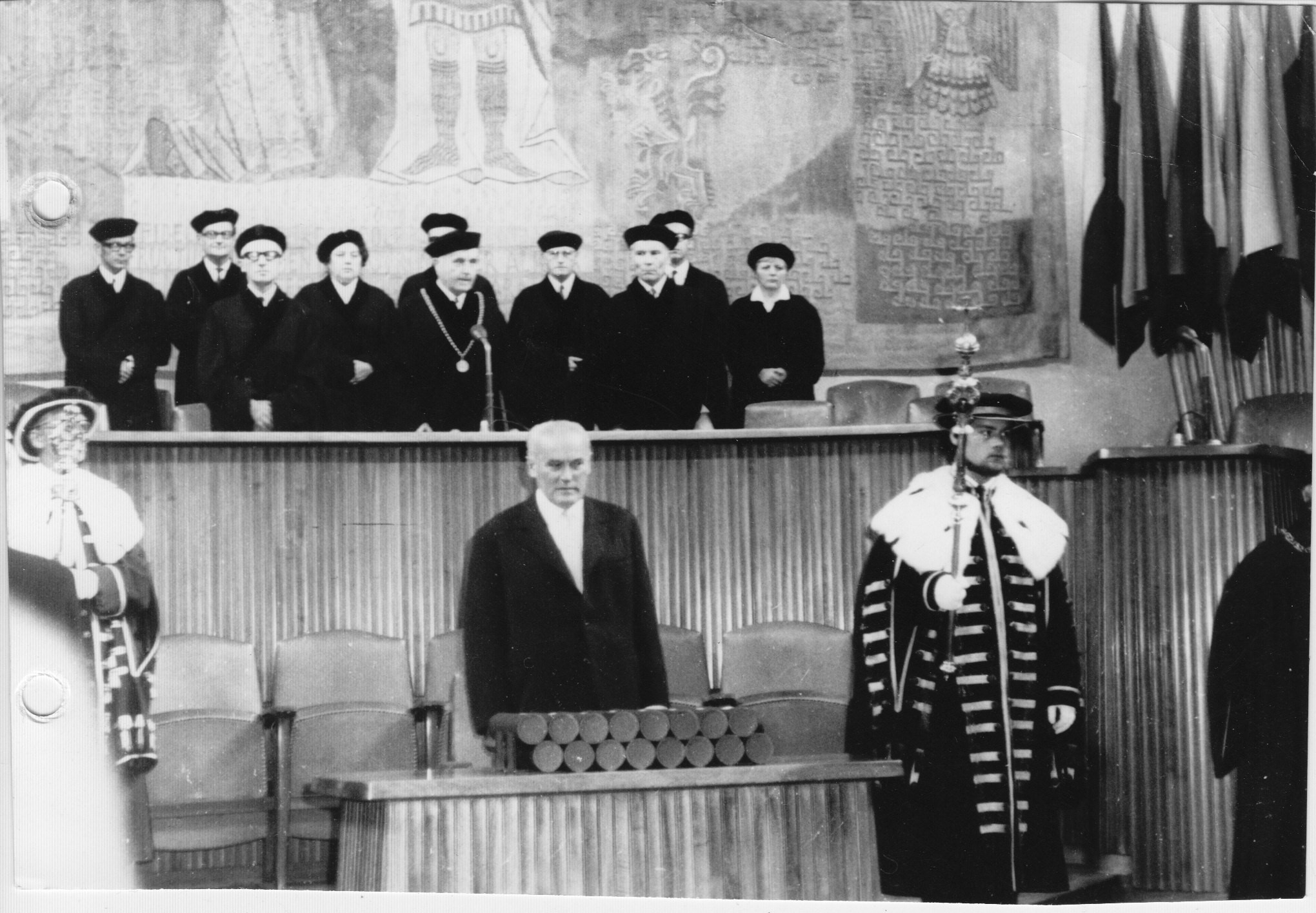
Miloš Fassati s univerzitními kolegy při jedné z promocí v Karolinu

V roce 1951 se stává vedoucím biochemické laboratoře na 3. interní klinice profesora Charváta Lékařské fakulty Univerzity Karlovy, kde se podílí i na budování laboratoře pro endokrinologii a metabolismus. Celý profesní život je jeho vědecká činnost spojena především s lékařským výzkumem. Z něj vychází více než 110 publikací a desítky přednášek na tuzemských i zahraničních sympoziích a kongresech. Od roku 1952 do roku 1981 se na lékařské fakultě věnoval i pedagogické činnosti. Od 60. let až do důchodu byl nejprve odborným, poté vědeckým a pedagogickým pracovníkem katedry epidemiologie a infekčních nemocí Lékařské fakulty UK.
Přírodovědným oborů se Miloš Fassati během života věnoval ve svém volném čase. V entomologii se soustředil mj. na studium systematiky a faunistiky rodu Amara a Carabidae, buduje svou entomologickou sbírku zahrnující tisíce exemplářů, zejména druhů z čeledí Carabidae a Chrisomelidae s desítkami holotypů a paratypů. Jen do roku 1964 zveřejnil 43 prací s entomologickou tematikou, popsal více než 30 nových taxonů a stal se průkopníkem využívání vnitřních struktur samčích vnějších genitálií pro druhovou a podrodovou klasifikaci, zejména u rodu Bembidion. Tato práce mu přinesla mezinárodní uznání a podpořila vznik odborných přátelství po celém světě. Vědecká společnost pro entomologii, kde byl mj. členem redakční rady časopisu, jej roku 1994 jmenovala svým čestným členem.
V botanice se Miloš Fassati zabýval zejména českými orchidejemi, kde popsal některé nové poddruhy.

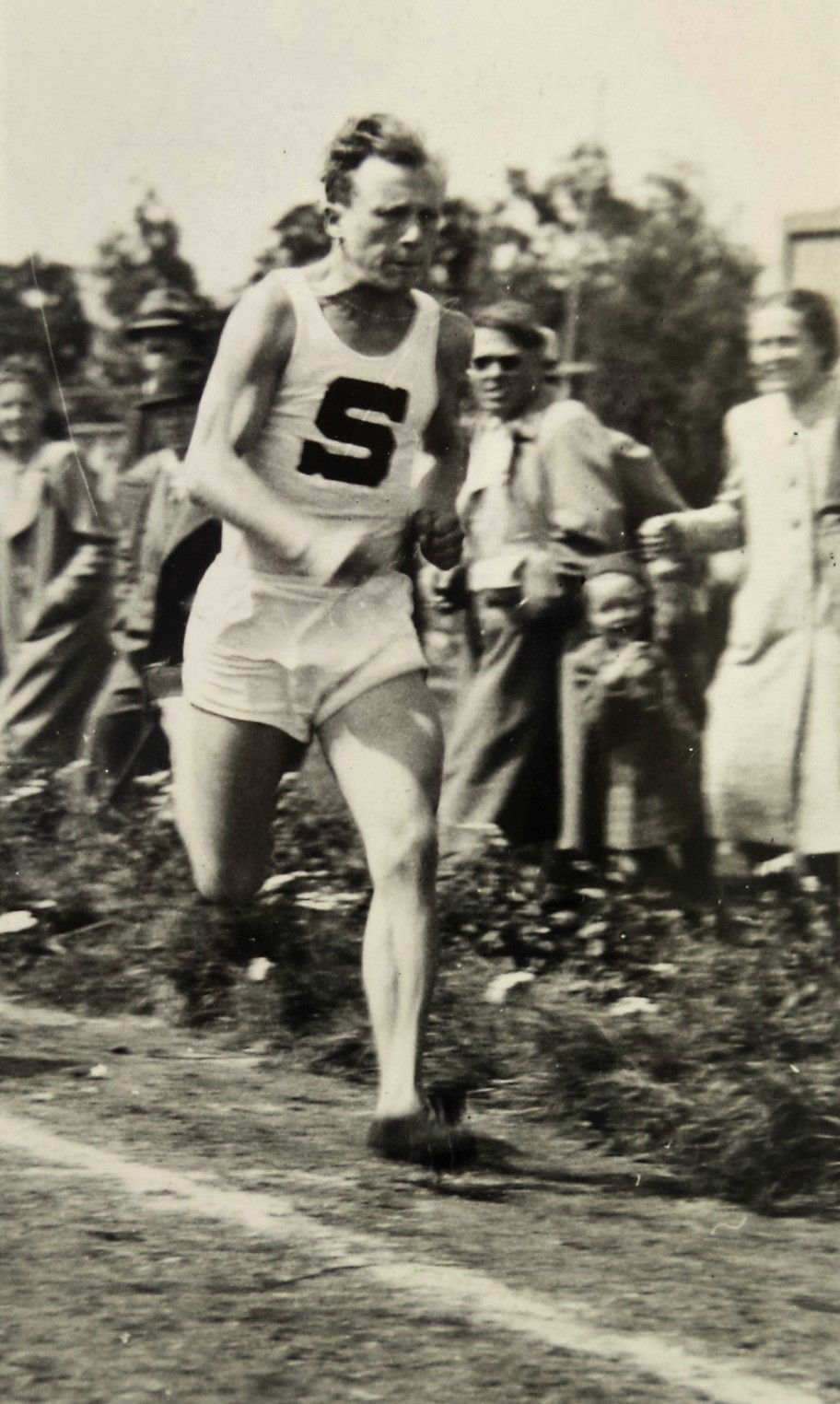
Miloš Fassati coby atlet pražské Sparty ve 40. létech 20. století

Za zmínku stojí rovněž sportovní aktivita Miloše Fassatiho, která navázala na rodinnou tradici (otec – generál Fassati byl po roce 1945 prezidentem České lehkoatletické unie). V mládí byl aktivním atletem, nositelem mistrovských titulů i běžeckého rekordu (1937 běh na 60 m), později významným pracovníkem a funkcionářem lehkoatletického svazu. V 50. letech vedl externě katedru biochemie na nově založeném Institutu tělesné výchovy a sportu UK Praha. Od roku 1970 se intenzívně zabýval antidopingovou problematikou (1972 prvním českým antidopingovým komisařem pro atletiku; 1974–83 předsedou zdravotní komise Českého atletického svazu). Svou láskou ke sportu inspiroval také syny Ondřeje a Martina. Prvý byl reprezentantem v desetiboji a vystudoval Fakultu tělesné výchovy a sportu. Martin byl českým reprezentantem v tenisu, později žádaným trenérem nejen u nás, ale také v Německu, USA a Číně.
RNDr. Ing. Miloš Fassati uveřejnil více než 100 původních prací lékařských a 47 prací biologických, které jsou sepsány v podrobné bibliografii. Podílel se též na dalších dílech, mj. redigoval rozsáhlou olympijskou encyklopedii, která byla vydána v 70. letech. Své botanické a entomologické sbírky odkázal předním českým a evropským přírodovědným muzeím. Zemřel roku 1997 v Praze. Je posledním z rodu Fassati, jehož urna byla uložena ve velké rodinné hrobce na pražských Olšanských hřbitovech.

## Ocenění
- 1969 Cena J. E. Purkyně za nejlepší publikaci v oboru lékařská chemie
- 1970 se stal spolu s prof. Patočkou nositelem Ceny Československé akademie věd za soubor prací z mikrobiologie
- 1978 byla jeho všestranná činnost ve sportovním dění oceněna čestným uznáním „Za ušlechtilé vztahy ve sportu a mezi lidmi“